# Medailon (architektura)

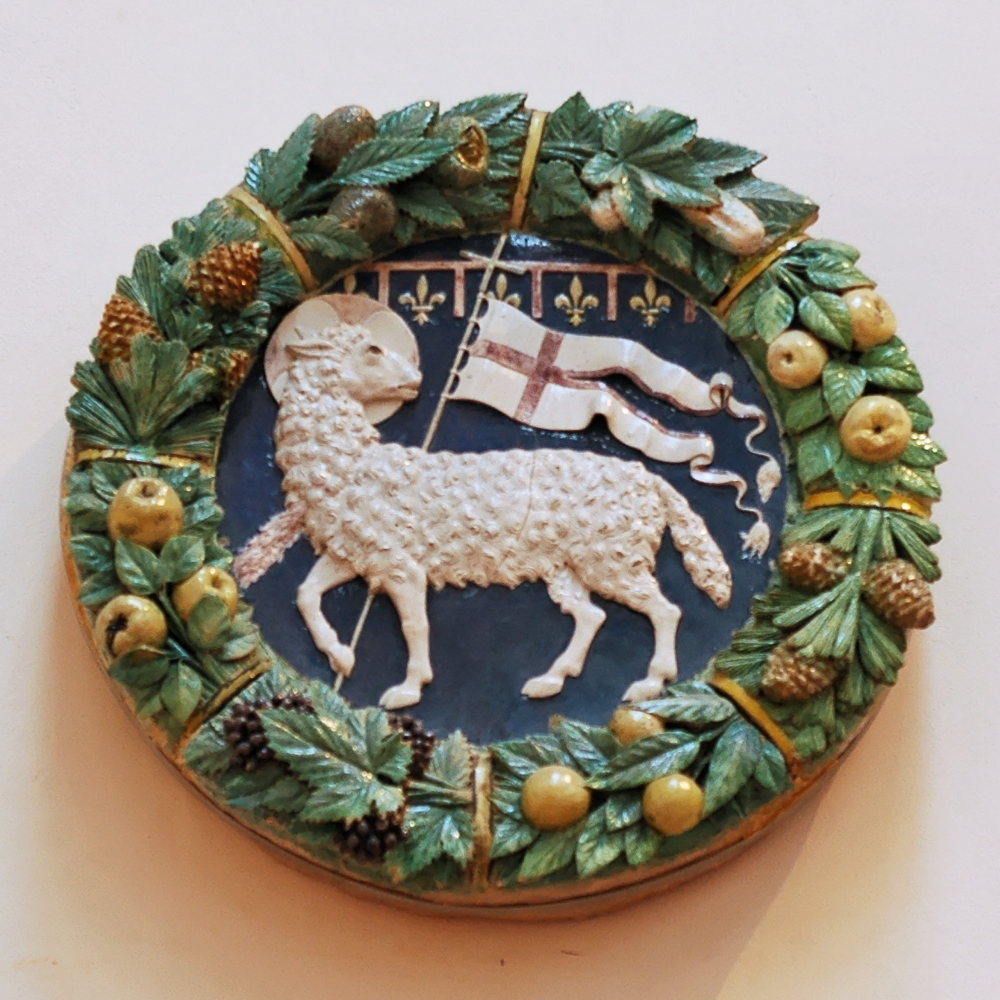
Beránek (terakota, L. della Robbia, 1487)

Medailon je v architektuře a v užitém umění kruhový nebo oválný ozdobný prvek, obvykle s plastickou nebo malovanou bustou antického božstva, významné osoby, světce a podobně. Umísťuje se nejčastěji na vnější fasádě, ale také na vnitřních stěnách, na ozdobných nádobách nebo nábytku.

## Historie
Medailony s reliéfem císařů se umísťovaly na veřejných stavbách už ve starém Římě. Na kamenných sarkofázích býval medailon s bustou zemřelého. Velké oblibě se těšily kamenné, keramické i štukové medailony světců a antických božstev v renesanční architektuře (Luca della Robbia a j.) i při výzdobě náhrobků. V baroku se často objevují i uvnitř budov, v kostelích a palácových sálech. Klasicistní architektura užívala sádrové, keramické a štukové medailony na stěnách budov, kamenné medailony byly v oblibě i počátkem 20. století.

## Galerie

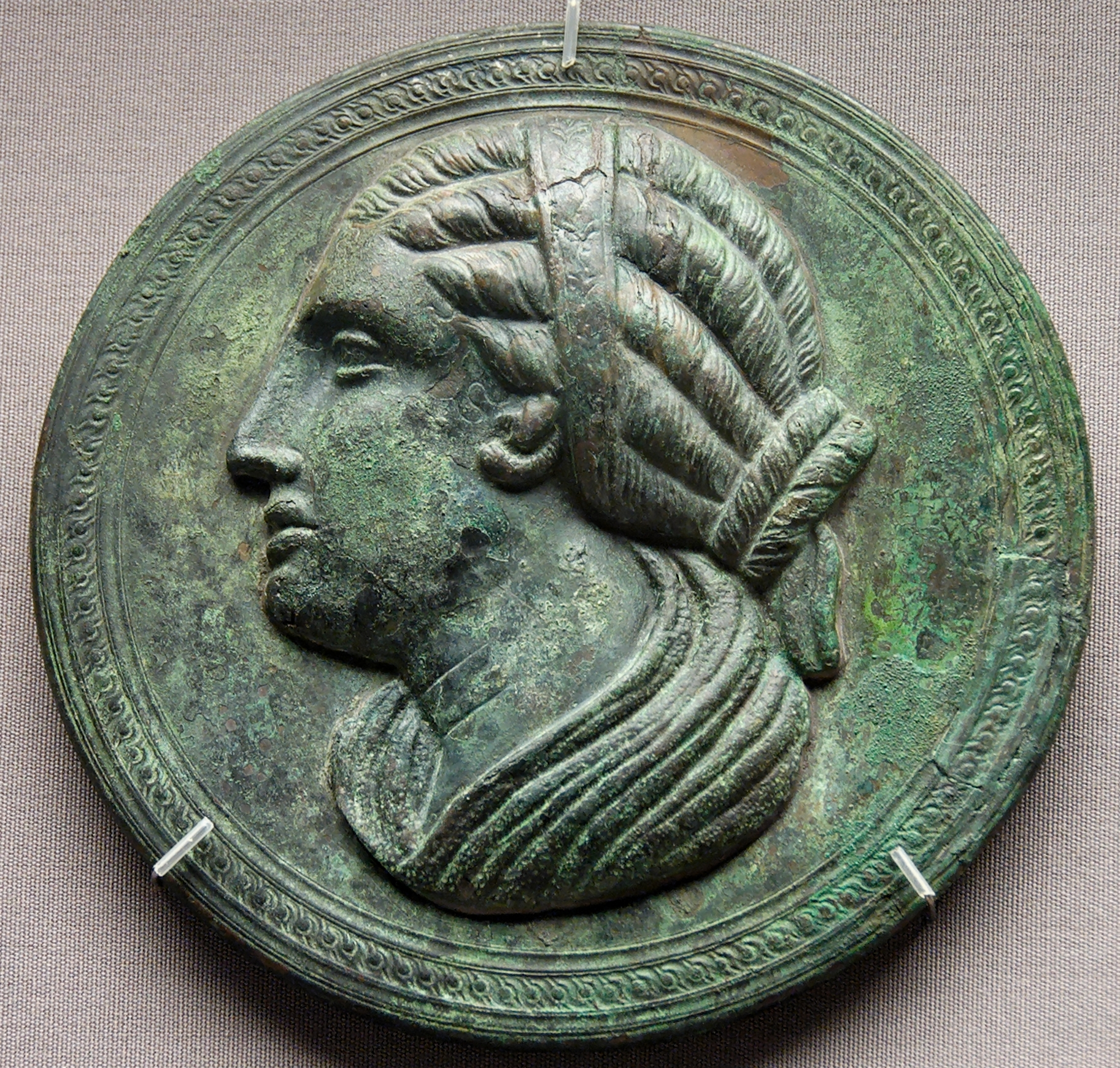
Hlava ženy (bronz, asi 320 př. n. l.)
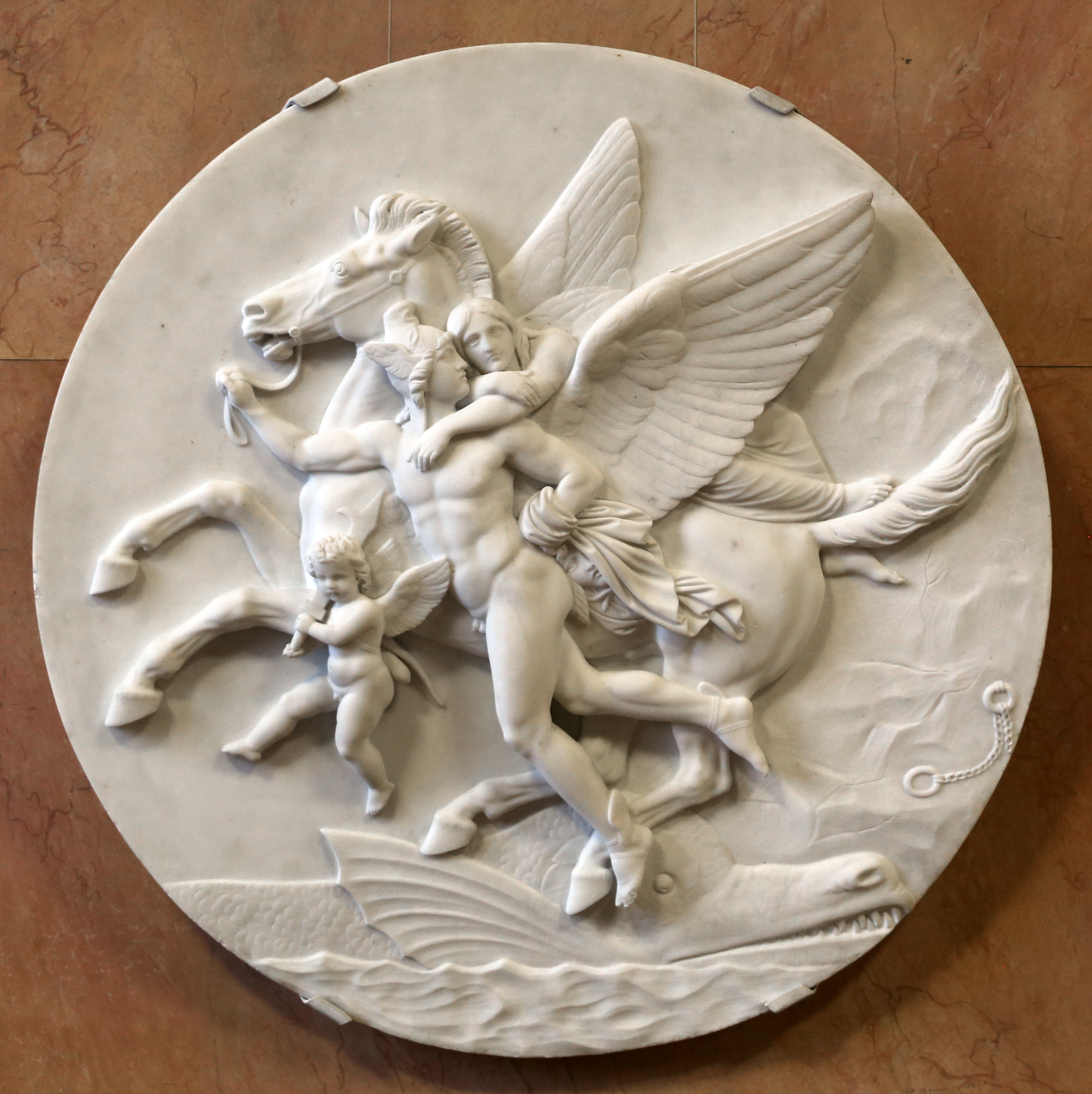
Perseus a Andromeda (Thorvaldsen)
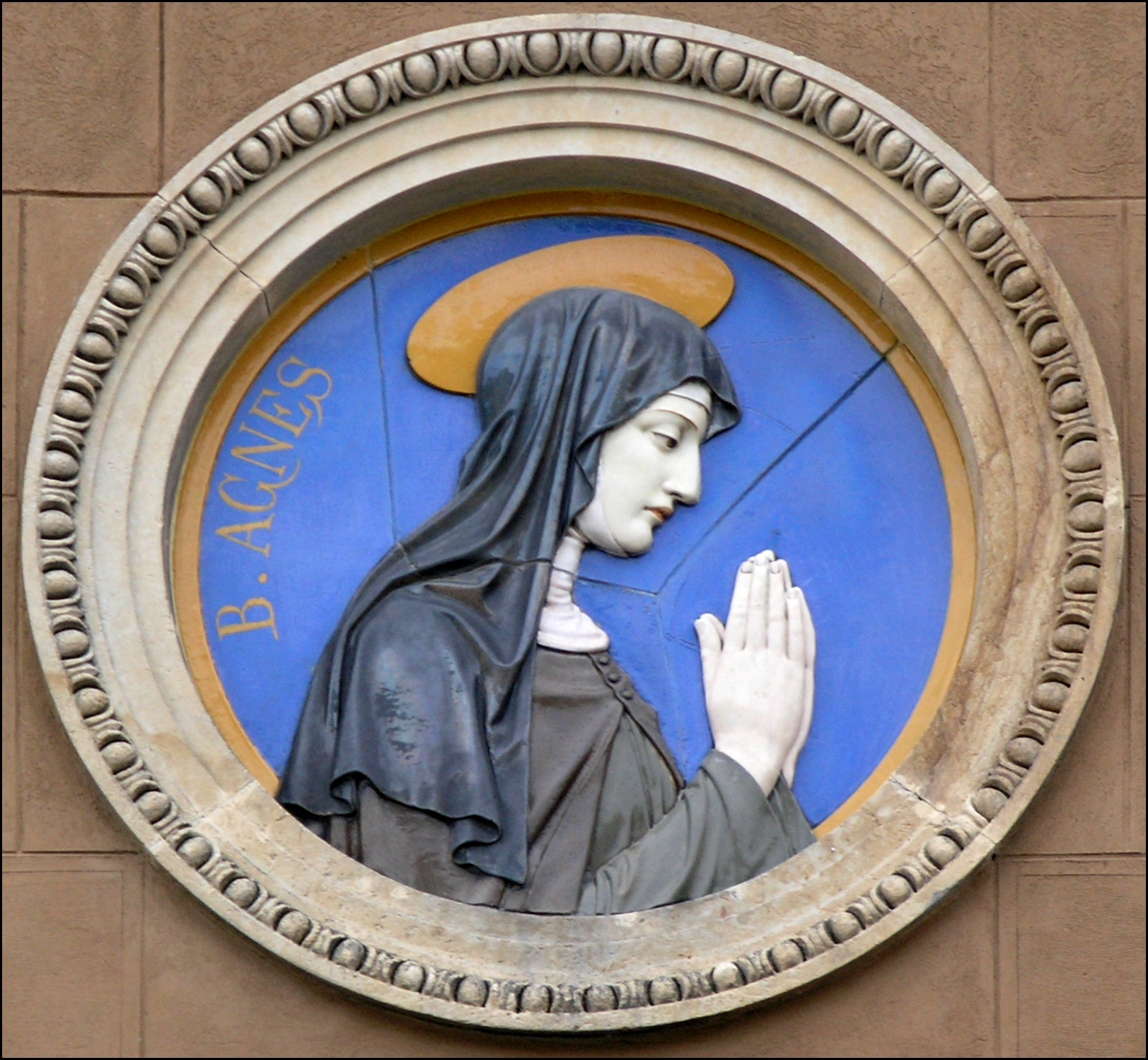
Sv. Anežka (kostel na Smíchově, kolem 1865)